# 尿素甲醛樹脂
尿素甲醛樹脂（UF），或脲-甲醛樹脂，是一種透明的熱固性塑膠。在弱基（氨或吡啶）內加入甲醛和尿素，加熱，經縮合反應，便會合成尿素甲醛樹脂。
它在1920年代出現在市場。它曾常用於製造電器外殼、電話聽筒、收音機，但現時它多被密胺取代。
1970年代，在歐美氣候寒冷的地區，流行在房屋外牆的空間注入尿素甲醛。尿素甲醛會成泡沫狀，有保暖功效。這稱隔熱措施稱為UFFI。如果施工過程不當，會有過多的甲醛排出。甲醛氣味濃烈，如果通風不良便很易察覺。由於甲醛對人體有害，1980年代加拿大和美國等地曾立法禁用UFFI。但後來發現甲醛排放會隨時間減少，加上正確施工、通風良好的樓房甲醛不足以造成明顯健康損害量，所以禁令取消了。甲醛的安全水平是0.1 ppm或以下。

## 一般用途

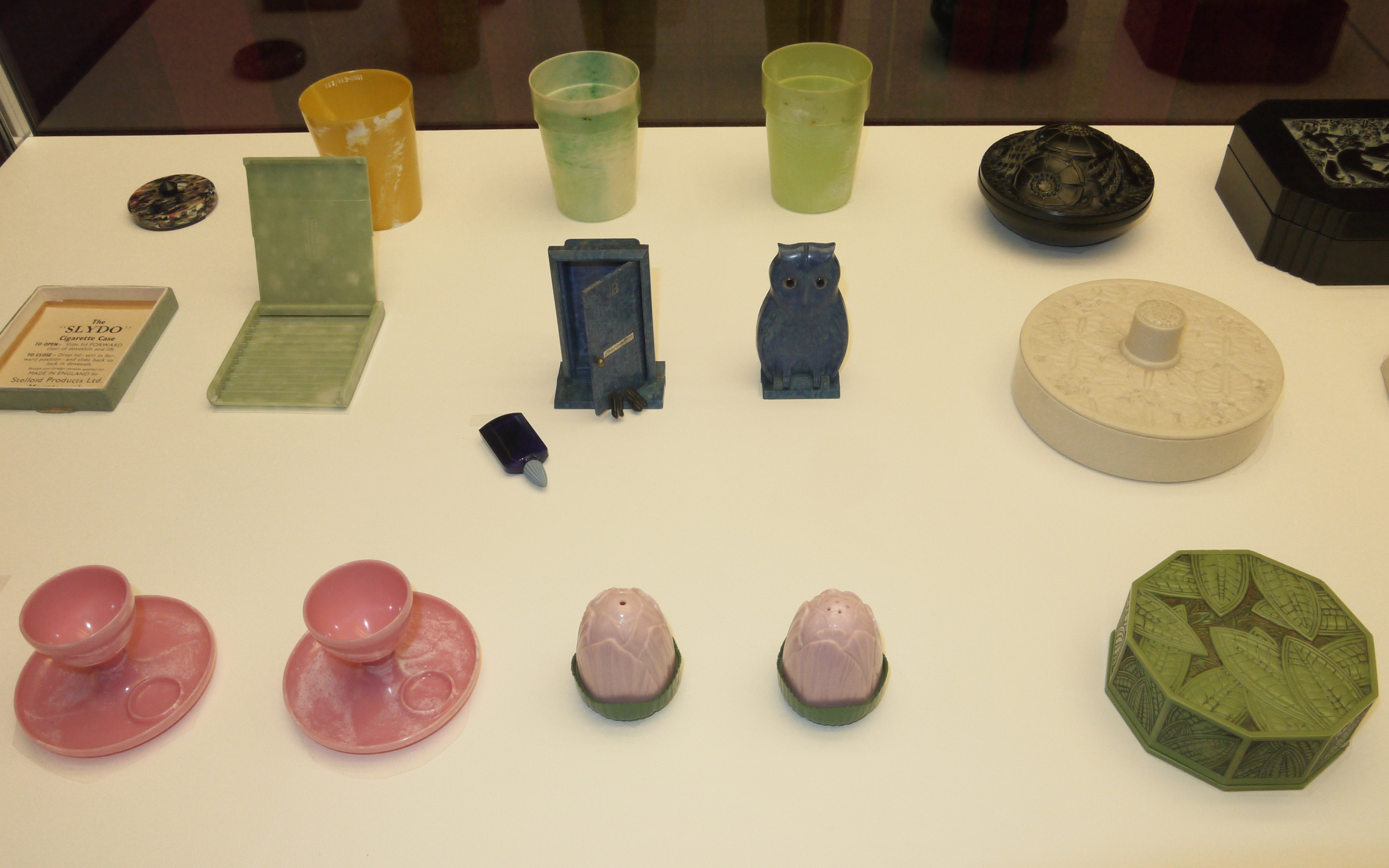
一系列由尿素甲醛制成的物体

尿素甲醛是普遍存在的。 例如装饰层压板，纺织品，纸张，铸造砂模具，抗皱面料，棉混纺，人造丝，灯芯绒等。它也用于粘合木材 一起。 在生产电器外壳（例如台灯）时通常使用尿素甲醛。 泡沫在电影中被用作人造雪。

## 健康考慮
生產尿素甲醛材料的過程中，甲醛可能會釋放到空氣中，會對健康產生影響。一般來說，當空氣濃度低於 1.0 ppm 時，甲醛不會對健康產生影響。但是，如果空氣中的濃度超過 3.0–5.0 ppm 時，就會出現呼吸道刺激和其他健康影響，甚至增加癌症風險。
出於對健康的考慮，1981年美國麻薩諸塞州和康乃狄克州已經立法禁止使用UFFI。 1982年，美國消費品安全委員會在全國範圍內禁止使用UFFI，但禁令於1983年被撤銷。UFFI 於 1980 年在加拿大被禁止，至今仍然有效。

## 外部連結
- Urea formaldehyde (Plastics Historical Society)
- UFFI 保暖材料